# Clearwater (Idaho)
Pour les articles homonymes, voir Clearwater.
La Clearwater (Clearwater River) est une rivière du nord de l'Idaho au nord-ouest des États-Unis, affluent de la rivière Snake.

## Géographie

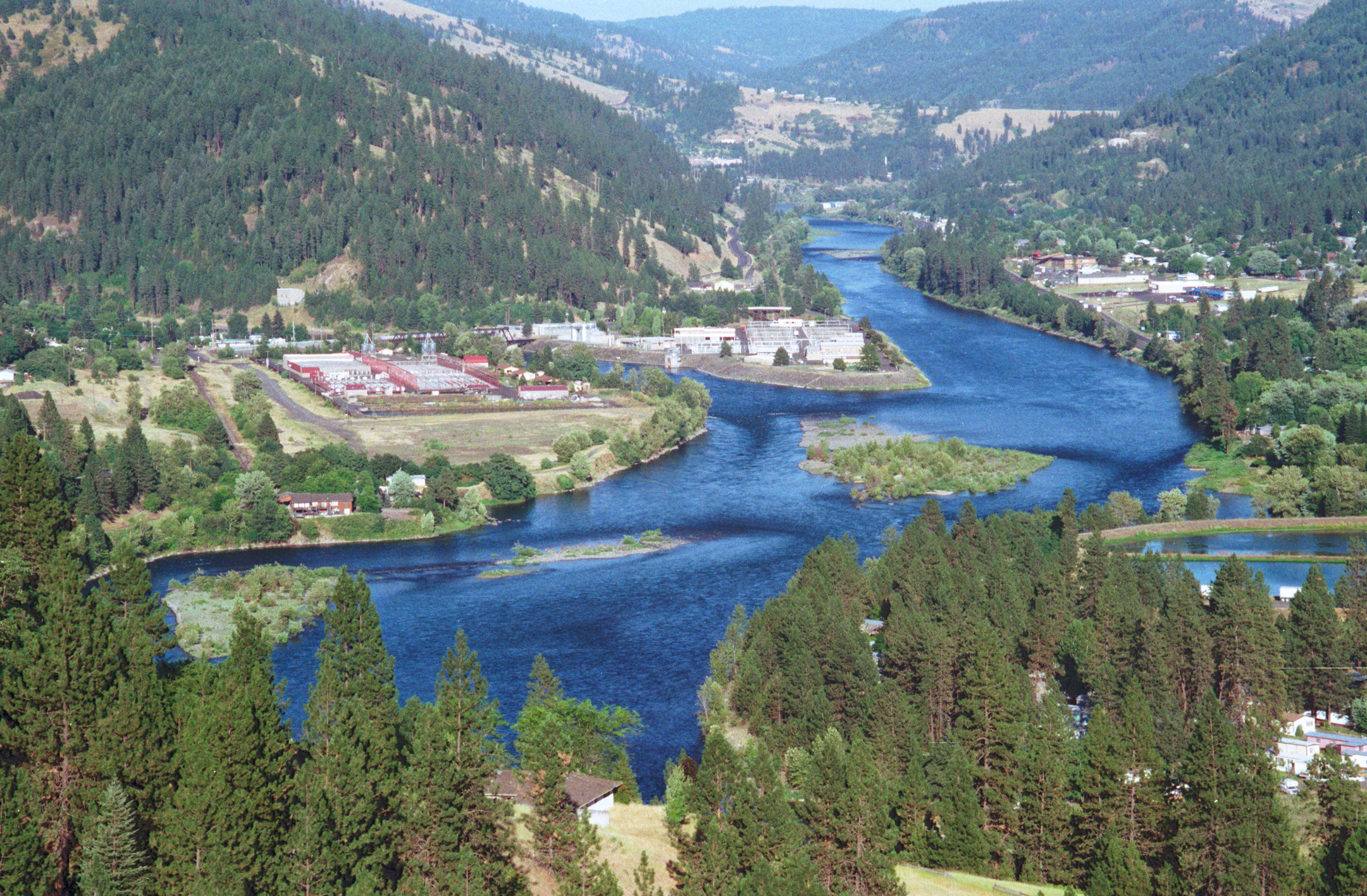
La Clearwater près d'Orofino

La longueur de son cours d'eau est de 119 km.
Elle fut explorée par l'expédition Lewis et Clark au début du XIXe siècle.
Le barrage Dworshak a été construit sur la rivière Clearwater au début des années 1970.
La frontière entre les États de Washington et d'Idaho a été définie par le méridien qui passe par le confluent entre la rivière Clearwater et la rivière Snake, tout près de Lewiston.